# Rainbow
Rainbow je hard rock i heavy metal sastav koji je 1975. godine osnovao bivši gitarist grupe Deep Purple, Ritchie Blackmore. Osim njega, originalna postava sastava uključivala je bivše članove skupine Elf: pjevača Ronnija Jamesa Dia, klavijaturist Mickeyja Leeja Soulea, basist Craiga Grubera i bubnjara Garyja Driscolla. Tijekom karijere, sastav je mnogo puta mijenjao svoje članove.

## Povijest
Godine 1974., Ritchie Blackmore postaje nezadovoljan s funk/soul elementima koje u grupu Deep Purple uvode David Coverdale i Glenn Hughes, te isto tako dolazi do razmirica u sastavu vezano za snimanje pjesme „Black Sheep Of The Family“. Naime, Blackmore je htio verziju dotične pjesme ubaciti na album Stormbringer (pjesmu je, inače, napisao i snimio sastav Quatermass), ali članovi sastava to odbijaju. Tijekom američke turneje, prateći sastav Deep Purplea je bio Elf. Blackmore je bio oduševljen vokalnim sposobnostima Ronnija Jamesa Dia, pjevača te grupe. Njih dvojica ubrzo snimaju album, te Blackmore napušta Deep Purple i osniva novi sastav oko grupe Elf kojeg naziva Rainbow (prema jednoj gostionici u Hollywoodu u kojoj su se sakupljali rock glazbenici).
Grupa 1975. godine izdaje prvi album Ritchie Blackmore's Rainbow, a prvi singl  „Man On The Silver Mountain“ skinut s albuma bio je manji hit.
Glazba grupe Rainbow bila je različita od one kakvu je svirao Deep Purple. Bila je insprirana klasičnom glazbom, a Dio je pisao tekstove o srednjovjekovnim temama.

## Diskografija
Studijski albumi:
- Ritchie Blackmore's Rainbow (1975.) #11 UK, #30 US/ US: Platinum
- Rising (1976.) #11 UK, #48 US/ US: Platinum
- Long Live Rock 'N' Roll (1978.) #7 UK, #17 US/ US: Platinum
- Down to Earth (1979.) #6 UK, #66 US/ US: Platinum
- Difficult to Cure (1981.)  #3 UK, #50 US/ US: Platinum
- Straight Between the Eyes (1982.) #5 UK, #30 US/ US: Platinum
- Bent Out of Shape (1983.) #11 UK, #34 US/ US: Gold
- Stranger in Us All (1995.)

Uživo:
- On Stage (1977.) #7 UK, #65 US
- Finyl Vinyl (1986.) #31 UK, #87 US
- Live in Germany (1994.)
- Live in Europe (1996.)
- Live in Munich 1977 (2006.)
- Rainbow Live At Cologne SportHalle (2006.)
- Rainbow Live At Dusseldorf Philipshalle (2006.)
- Live In Germany 1976 (30th Anniversary Edition Box) – Izdano samo u Japanu; set od 6 CD-a (2006.)

Najbolji hitovi:
- The Best of Rainbow (1981.) #14 UK
- The Very Best of Rainbow (1997.)
- 20th Century Masters – The Millennium Collection: The Best of Rainbow (2000.)
- Pot of Gold (2002.)
- All Night Long: An Introduction (2002.)
- Catch the Rainbow: The Anthology (2003.)

Singlovi:
- Man On The Silver Mountain (1975.)
- Catch The Rainbow (1975.)
- Starstruck (1976.)
- Stargazer (1976.)
- Kill The King (1978.)
- Long Live Rock 'N' Roll (1978.)
- Gates Of Babylon (1979.)
- Since You Been Gone (1979.)
- All Night Long (1980.)
- I Surrender (1981.)
- Can't Happen Here / Jealous Lover (1981.)
- Stone Cold (1982.)
- Power (1982.)
- Can't Let You Go (1983.)
- Street Of Dreams (1983.)
- Hunting Humans (Insatiable) (1995.)
- Ariel (1995.)